# Proasellus danubialis
Proasellus danubialis är en kräftdjursart som först beskrevs av Radu Codreanu 1962.  Proasellus danubialis ingår i släktet Proasellus och familjen sötvattensgråsuggor. Inga underarter finns listade i Catalogue of Life.